# Sainte-Souline
Sainte-Souline település Franciaországban, Charente megyében. Lakosainak száma 116 fő (2022. január 1.). Sainte-Souline Berneuil, Châtignac, Passirac, Poullignac és Saint-Félix községekkel határos.

## Népesség
A település népessége az elmúlt években az alábbi módon változott:
| Lakosok száma | 159  | 121  | 104  | 123  | 109  | 111  | 118  | 121  | 124  | 116  |
|               | 1968 | 1982 | 1990 | 2006 | 2013 | 2015 | 2017 | 2019 | 2020 | 2022 |